# Aris Quarries
Die Aris Quarries sind zwei in Phonolithen bauende Steinbrüche auf Farm Aris, die sich circa 25 km südlich der namibischen Hauptstadt Windhoek im Wahlkreis Windhoek-Land (englisch Windhoek Rural) in der Region Khomas befinden und einen Großteil der in und um Windhoek verwendeten Straßenbaumaterialien liefern.
Die Phonolithe weisen zahlreiche, ungewöhnlich mineralreiche Hohlräume auf, welche die Steinbrüche zu einem wichtigen Fundpunkt für die Spezielle Mineralogie gemacht haben. Sie sind Typlokalität für die Minerale Arisit-(Ce), Arisit-(La), Ellingsenit, Escheit, Sazhinit-(La) und Windhoekit.

## Geographische Lage

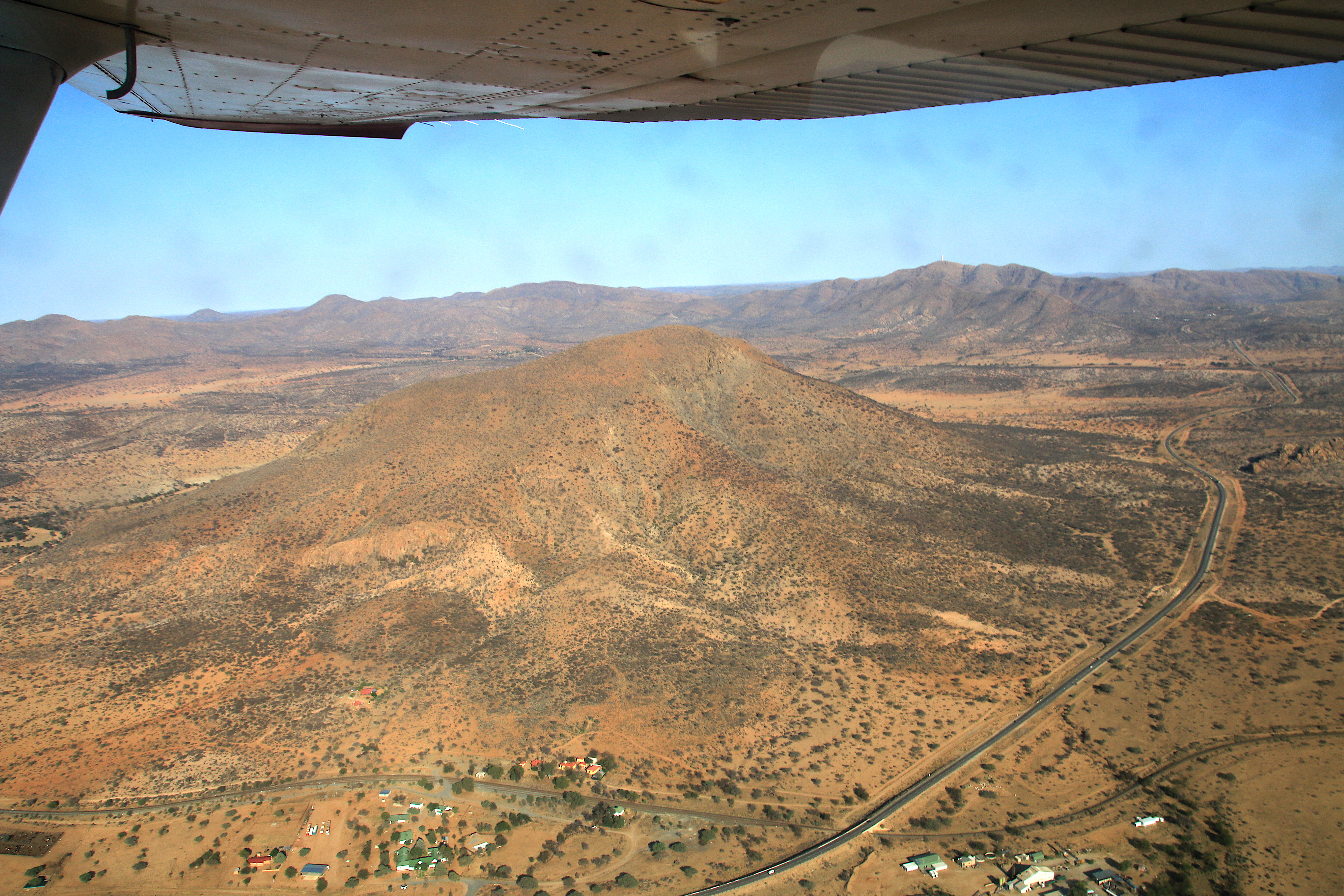
Schildkrötenberg nördlich der Siedlung Aris, die am unteren Bildrand gerade noch zu erkennen ist

In der Umgebung der kleinen, circa 25 km südsüdöstlich von Windhoek gelegenen Farm Aris befinden sich mehrere Phonolithkörper. In zwei dieser Gesteinskörper wurden Steinbrüche angelegt, in denen seit mehreren Jahrzehnten Phonolith abgebaut wird. Der östliche dieser beiden Körper heißt „Ariskop“ und befindet sich wenige hundert Meter östlich der Straße Windhoek–Rehoboth (Nationalstraße B1) auf dem Gelände der Farm Aris 29. Der in ihm bauende Steinbruch wird „Ariskop Quarry“ oder „Aris East Quarry“ genannt.
Westlich der Straße Windhoek–Rehoboth befindet sich auf dem Gelände der Farm Krumhuk 30, direkt an der Eisenbahnstrecke Windhoek–Karasburg–Nakop, ein domförmiger Hügel mit einem Durchmesser von etwa 800 m, welcher den westlichen der beiden Phonolithkörper von Aris darstellt. Der hier angelegte Steinbruch ist als „Railway Quarry“ oder „Aris West Quarry“ bekannt. Die Erhebungen um die Ansiedlung Aris wie der Ariskop, der Huguamis (2028 m), der Guruchab oder „Backenzahn“ (1979 m) oder der Schildkrötenberg (2197 m) gehören zu den Auasbergen. Bei Aris weist die Nationalstraße B1 eine Höhe von 1906 m über dem Meeresspiegel auf, was erst angesichts der Tatsache interessant wird, dass kein einziger Pass in den deutschen Alpen diese Höhe erreicht.

## Geschichte
Die Phonolithe von Aris wurden erstmals 1914 von Eberhard Rimann beschrieben.

„Phonolithe treten im Bastardlande an zwei ca. 80 km auseinanderliegenden Punkten auf, bei Duruchaus und Gelkopf und bei Aris-Krumhuk […] Wie schon oben bemerkt, wurden die Reste einer anderen Phonolithdecke viel weiter nördlich bei Aris beobachtet, und zwar auf dem Huguamis, östlich von Aris (hier ca. 50 m mächtig) und auf dem Schildkrötenberg, westlich davon.“

Der größte Teil der für die Straßen in und um Windhoek benötigten Schotter sowie der Schotteroberbau für die Eisenbahnlinie bis südlich Keetmanshoop kommt aus den Steinbrüchen in diesen Phonolithen. Im Jahre 1983 wurde hier eine nicht unbeträchtliche Radioaktivität festgestellt, weswegen Oleg von Knorring und Walter A. Franke die chemische Zusammensetzung des Phonoliths untersuchten. Die von den genannten Autoren angegebenen Analysenergebnisse weisen für Uran Werte um 30 ppm und für Thorium Werte zwischen 150 und 200 ppm auf, was in etwa der 11fachen (U) bzw. der 16fachen bis 21fachen Anreicherung (Th) gegenüber den Durchschnittsgehalten dieser Elemente in der kontinentalen Erdkruste (zu den Durchschnittsgehalten aller Elemente in der kontinentalen Erdkruste siehe hier) entspricht. Der „Railway Quarry“ liegt seit längerer Zeit still, wohingegen im „Ariskop Quarry“ mehr oder weniger kontinuierlich gearbeitet wird. Aufgrund des zeitweise fehlenden Bedarfs an Schotter und Splitt kann die Steinbruchstätigkeit aber auch über viele Monate ruhen.

## Geologie

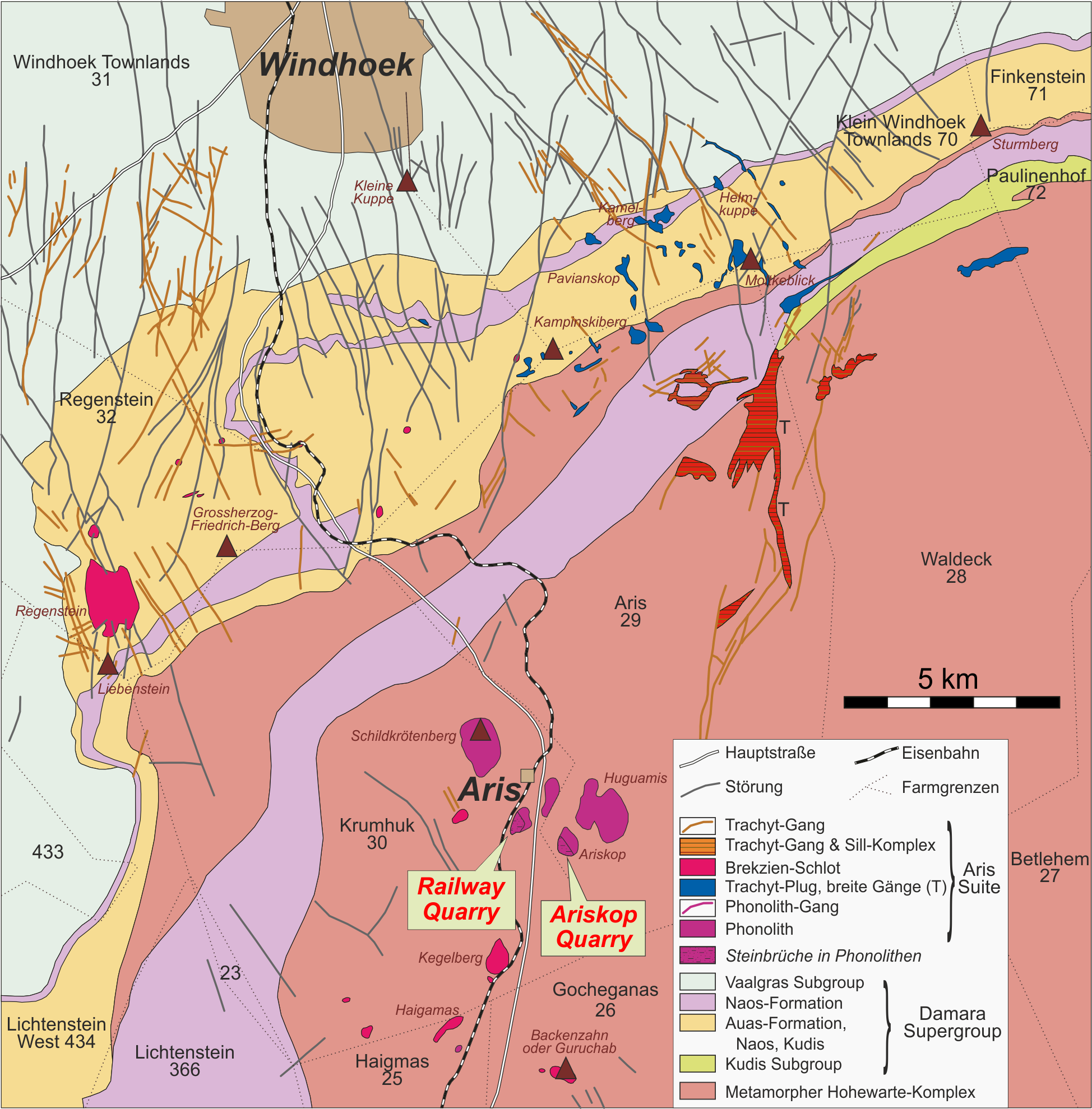
Geologische Übersichtskarte des Gebietes um Aris in den Auasbergen südlich von Windhoek

Die Phonolithe von Aris sitzen in Khomas-Schiefern und gehören zu einem größeren vulkanischen Komplex. Dieser befindet sich größtenteils auf dem Gebiet der Farm Regenstein 32, aber auch auf den Farmen zwischen Windhoek und Rehoboth im zentralen Namibia – wie Krumhuk 30, Aris 29, Haigamas 25, Waldeck 28 und Windhoek Townlands 70 – sind zahllose Anzeichen dieses tertiären Alkalivulkanismus zu finden. Diese vulkanischen Kuppen, Gesteinsgänge und Lagergänge (Sills) sind, wie die Phonolithe der Klinghardtberge südöstlich von Lüderitz, späte Produkte des abklingenden tertiären, alkalischen Magmatismus entlang der Westgrenze des südlichen Afrika. Nepheline aus den Aris-Phonolithen weisen 39Ar/40Ar-Alter von 52,4 ± 0,1 Ma auf.
Derartige Vulkanite aus den trachytischen Quellkuppen um den Moltkeblick erwähnte 1903 erstmals Heinrich Lotz in einer unveröffentlichten Beschreibung der heißen Quellen von Windhoek. Erich Kaiser berichtete 1913 über Tinguaite und Phonolithe aus dem Gebiet südlich der Auasberge bei Aris. Die phonolithische Natur dieser Gesteinskörper ist auch vom ersten Bearbeiter dieses Gebietes – dem Dresdner Geologen Eberhard Rimann – erkannt worden.

„Zu den interessantesten Ergebnissen meiner geologischen Aufnahmen in Deutsch-Südwestafrika gehört die Feststellung nicht unbedeutender Vorkommen von sog. jungvulkanischen, z.T. nephelinführenden Gesteinen, nämlich von Trachyt, Phonolith, Basalt. Die mir bekannt gewordenen Vorkommen liegen im Bastardland, dessen geologische Kartierung vom Verfasser 1910 bis 1911 durchgeführt wurde.“

Zwei Jahrzehnte später hat der südafrikanische Geologe Traugott Wilhelm Gevers hier mindestens 300 solcher Kuppen, Gesteins- und Lagergänge kartiert.
Die Phonolithkörper um Aris besitzen sämtlich eine ringförmige, kuppenartige Gestalt mit einem maximalen Durchmesser von 2 bis 2,5 km. Den Arbeiten von Friedrich Koller und Kollegen zufolge ist in das paläoproterozoische Grundgebirge aus polymikten Gneisen eine „Suite“ aus vulkanischen Alkaligesteinen intrudiert, die aus verschiedenen Phonolithen und pyroklastischen Akkumulationen trachytischer Zusammensetzung gebildet wird (vgl. dazu die nebenstehende Karte). Darüber hinaus wurde in der Umgebung dieser Phonolithe ein untersättigter trachybasaltischer Lagergang (Sill) angetroffen.
Die Phonolithe finden sich entweder in Form subvulkanischer Lavaströme oder extrusiver ehemaliger Schlotfüllungen (Plugs bzw. Schlotpropfen), die mindestens drei verschiedene individuelle Phonolithkomplexe bilden, in die wiederum einige Nephelintrachyt-Gänge eingedrungen sind. Bei den Nebengesteinen handelt es sich hauptsächlich um die bereits erwähnten Quarz-Feldspat-Gneise, jedoch treten lokal Glimmerschiefer und Amphibolite des Grundgebirgskomplexes auf.

## Die Phonolithe von Aris
Frühe Bearbeiter der Petrographie der Phonolithe der Aris-Suite waren Eberhard Rimann und Traugott Wilhelm Gevers. Neuere Informationen liefert die Masterarbeit von Niku-Paavola.
Die Phonolithkörper sind unterschiedlich ausgebildet. Während der Schildkrötenberg ein Lagergang (Sill) zu sein scheint, handelt es sich beim „Huguamis“ und den drei westlich von ihm gelegenen Körpern (darunter auch der „Ariskop“) um Tholoide (Lavadome bzw. Staukuppen). Die kleineren Körper stellen möglicherweise „Intrusive Plugs“ dar, worunter Schlotfüllungen zu verstehen sind, die erhalten blieben, nachdem der eigentliche Vulkankörper der Verwitterung anheimgefallen ist. Echte Phonolithgänge sind im Gebiet um Aris kaum vorhanden.
Im Phonolith des Railway Quarry ist der Kontakt zum umgebenden Gneis nicht aufgeschlossen, doch sind im Phonolith selbst einige an Biotit reiche Gneislinsen beobachtet worden, die offenbar vom phonolithischen Magma aufgenommen worden sind. In dem den Ariskop bildenden östlichen Phonolithkörper ist der Kontakt zum Nebengestein an der Südwestseite des Bruches an dem in den Steinbruch führenden Fahrweg gut zu erkennen. Im Kontaktbereich zeigen sowohl der Phonolith als auch der Gneis starke hydrothermale Umwandlungserscheinungen.
Die massiven, fein- bis mittelkörnigen, sehr harten Phonolithe sind im frischen Zustand grünlichgrau gefärbt, angewittert aber rötlichbraun. Die Textur der Phonolithe variiert von trachytisch bis sphärolithisch, filzig oder pilotaxitisch (Fließgefüge mit subparalleler Anordnung leistenförmiger Mineralien) sowie intersertal. Sanidin dominiert in der Grundmasse von Gesteinen mit trachytischer oder filziger Textur und Nephelin in solchen mit pilotaxitischer Textur. Die meisten Stücke enthalten in der Grundmasse Natrolith oder Analcim. Aegirin kann ferner poikilitisch Sanidin einschließen. Das Phonolithgestein besteht bis ca. 45 % aus Sanidin, ca. 30 % aus Nephelin und ca. 20 % aus Aegirin. In der im Ariskop Quarry aufgeschlossenen Kontaktzone wurden dünne, mit violettem Fluorit gefüllte Gängchen angetroffen. Weitere im Phonolith identifizierte Minerale sind Aenigmatit, Aragonit, Calcit, Ferro-Pargasit, Fluorapatit, Kaersutit, Magnetit, Sodalith und Titanit.
Die hohen Thorium-Gehalte der Phonolithe können auf Minerale wie Thorit, Steacyit und Thornasit zurückgeführt werden, während Minerale, in denen Uran formelwirksam ist, offensichtlich fehlen.
Hinsichtlich Gefüge und Mineralogie ähneln die Phonolithe von Ariskop Quarry und Railway Quarry einander. Der größte Teil des Gesteins weist ein porphyrisches Gefüge mit miarolithischen Hohlräumen auf, die mit sekundären Mineralphasen gefüllt sind.
Im Phonolith des Ariskop Quarry überwiegen Nephelin, Sanidin, Aegirin und Zeolithe als Hauptkomponenten. Akzessorische Minerale umfassen u. a. Bastnäsit-(Ce), Villiaumit und Makatit. Villiaumit und Makatit sind dabei relativ gut entwickelt; sie werden in einer Zone nahe am nördlichen Kontaktbereich zum Nebengestein gefunden. Ein Charakteristikum der Aris-Phonolithe ist, dass sie mit von meist kleinen Kristallen ausgekleideten miarolithischen Hohlräumen regelrecht durchsiebt sind. Im Railway Quarry können sie bis zu 1 % des Gesteinsvolumens ausmachen.

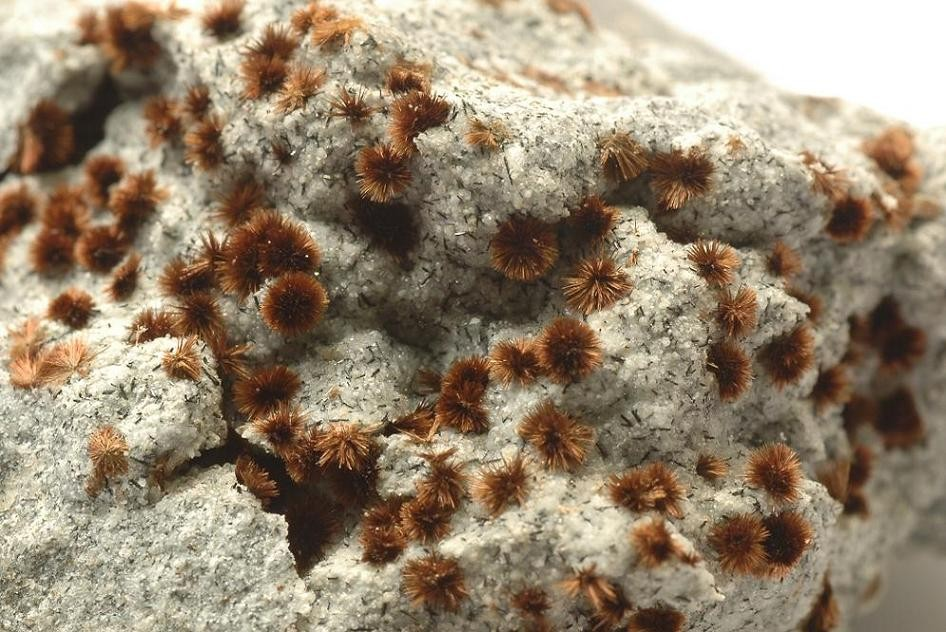
Mit Tuperssuatsiait mineralisierte, circa 3 cm große Miarole im Phonolith des Ariskop Quarry, Namibia

Bei den Miarolen handelt es sich um rundliche bis unregelmäßige Kavernen oder Spalten, deren Größe sich zumeist im Bereich von maximal 8 cm Größe bewegt. Einige Miarolen können aber auch Größen bis zu 20 cm aufweisen. Die Größe der miarolithischen Hohlräume im Phonolith des Ariskop Quarry übersteigt die der des Railway Quarry. Am Ariskop sind in einer ca. 5 m mächtigen Kontaktzone zum Hohewarte-Gneis im hier feinkörnig entwickelten Phonolith überhaupt keine Miarolen vorhanden. Weiter im Innern des Körpers weist der Phonolith aber die normale porphyrische Textur und zahllose Miarolen auf. Typisch für die Miarolen in den Phonolithen ist ihre sehr häufige Füllung mit einem Fluid. Wenn solche Miarolen im frischen Anstehenden geöffnet werden, kommt es häufig dazu, dass juveniles Wasser aus den Hohlräumen fließt und einen nassen Fleck auf der frisch gebrochenen Gesteinsoberfläche hinterlässt.

## Minerale mit der Typlokalität „Aris“
Aus den Steinbrüchen von Aris stammen sechs Minerale, die hier ihre Typlokalität haben:
- Arisit-(Ce), NaCe2(CO3)2[F2x(CO3)1-x]F[16],
- Arisit-(La), NaLa2(CO3)2[F2x(CO3)1-x]F[17][18],
- Ellingsenit, Na5Ca6Si18O38(OH)13·6H2O[19],
- Escheit, Ca2NaMnTi5[Si12O34]O2(OH)3·12H2O[20],
- Sazhinit-(La), Na3La[Si6O15]·2H2O[21],
- Windhoekit, Ca2Fe2,673+[Si8O20](OH)4·10H2O[22].

Für Arisit-(La), Ellingsenit, Escheit und Windhoekit ist Aris zudem der weltweit einzige Fundpunkt.

## Weitere Minerale
Die erste Zusammenstellung von Mineralen aus den Miarolen der Steinbrüche von Aris stammt von Oleg von Knorring und Walter A. Franke, die hier lediglich Natrolith, Mikroklin, „Akmit“ (Aegirin), „Apophyllit“, Sphalerit, ein unbekanntes Eisensilikat (welches sich später als Tuperssuatsiait herausstellte), Eudialyt und Makatit identifizierten. Bis heute (Stand März 2021) wurden aus den Phonolithen von Aris insgesamt 106 Minerale beschrieben. Zu den mineralogisch interessantesten Vertretern gehören neben den oben genannten Typmineralen vor allem Tuperssuatsiait, Makatit, Natrophosphat und Villiaumit. Für Tuperssuatsiait war Aris der weltweit erst zweite Fundort – er liefert aber auch heute noch die besten Vertreter dieser seltenen Mineralart. Auch für Makatit stellen die Phonolithe von Aris den Fundort des weltweit besten Materials dar, während sie für Natrophosphat den weltweit dritten Fundort bilden. Schließlich gehören auch die Kristalle und Zwillinge des Natriumfluorids Villiaumit aufgrund ihrer ausgezeichneten Ausbildung zu den mineralogischen Aushängeschildern der Steinbrüche von Aris.

Minerale aus den Steinbrüchen von Aris
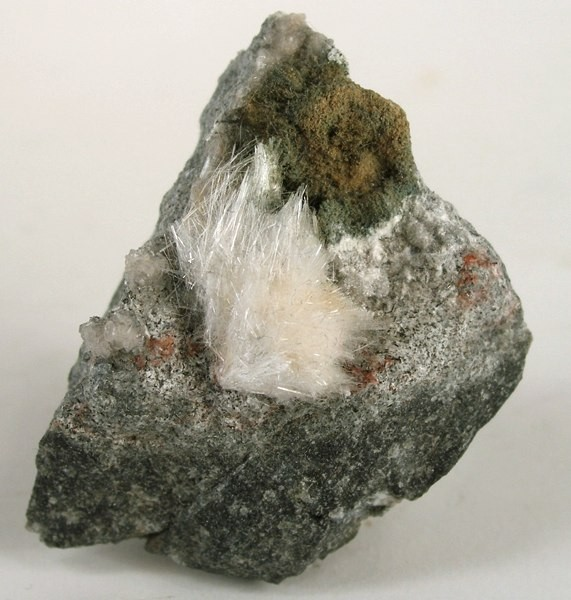
Makatit
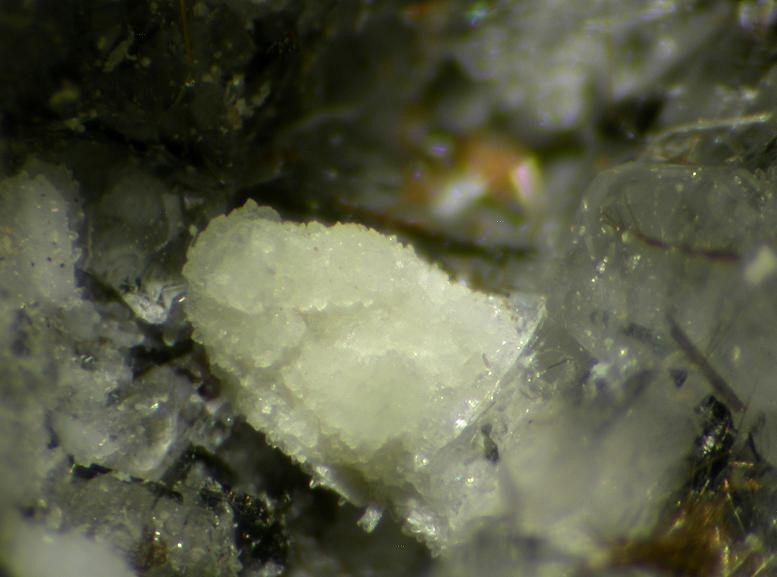
Sazhinit-(La)
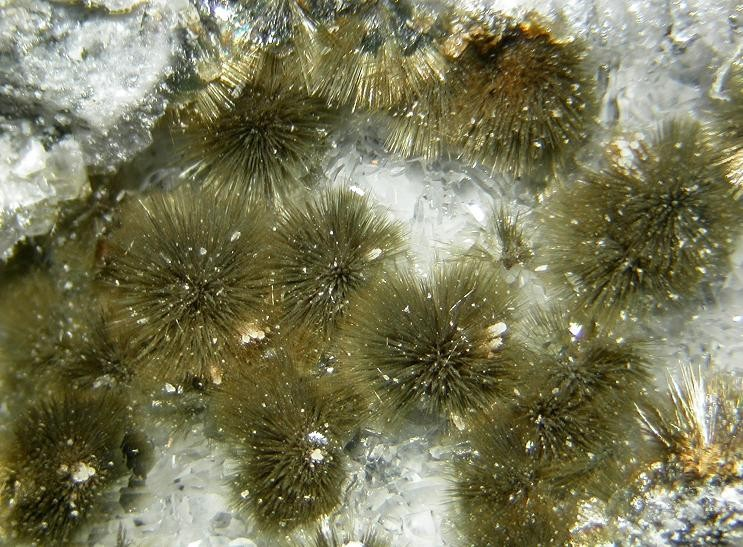
Grüner Tuperssuatsiait
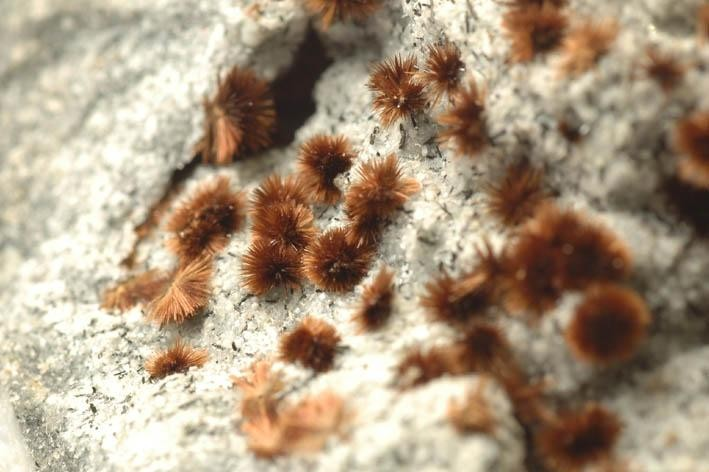
Brauner Tuperssuatsiait
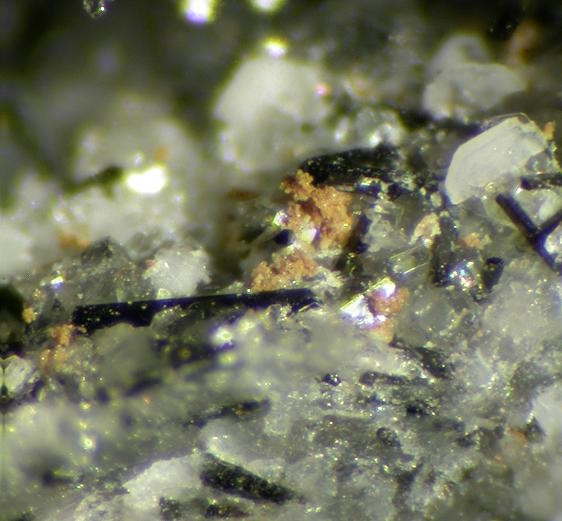
Fe-Analogon von Zakharovit
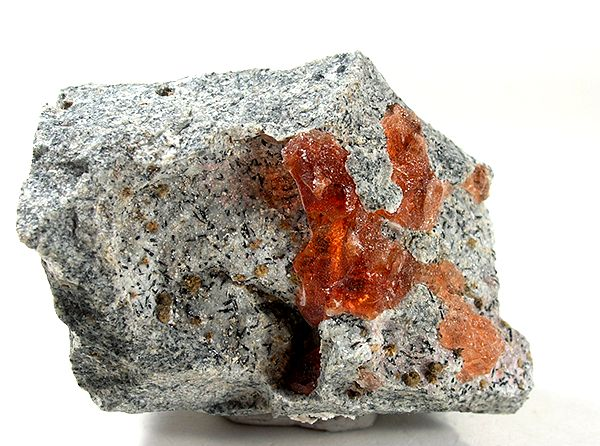
Villiaumit
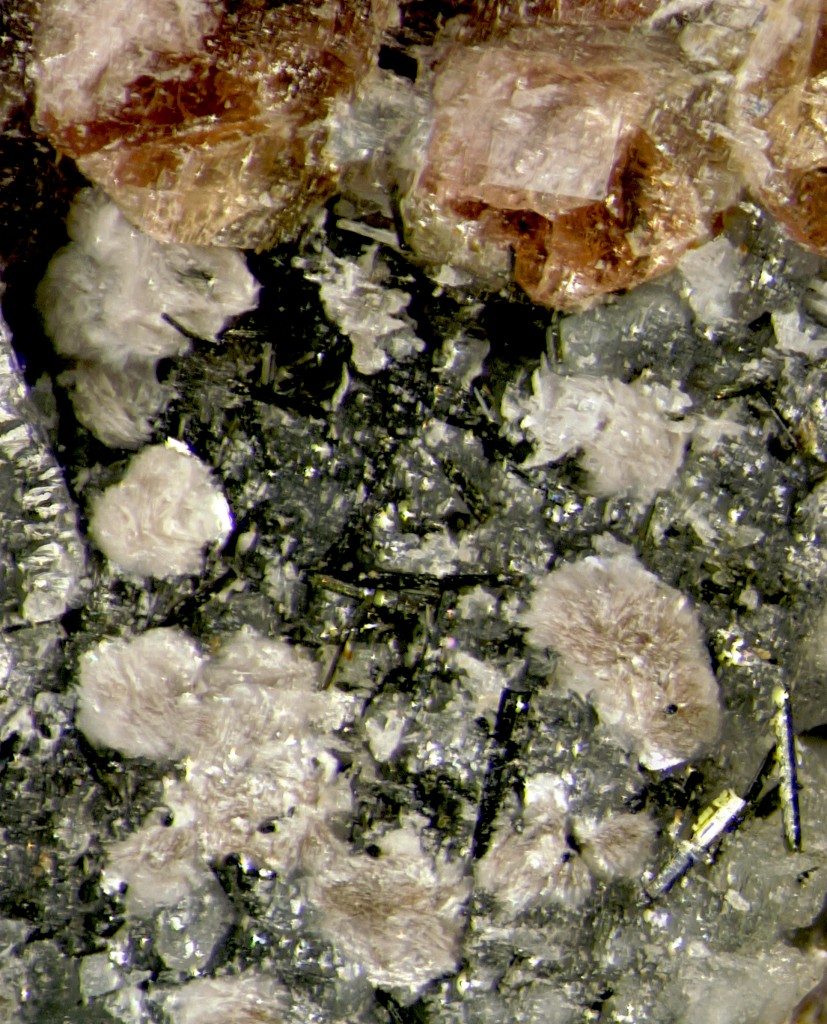
Arisit-(Ce)

Zusammenstellungen zu den Mineralen der Phonolithsteinbrüche von Aris finden sich in den Arbeiten von Marco Sturla und Kollegen, Steffen Jahn und Kollegen sowie von Uwe Kolitsch und Kollegen. Weitere Ergänzungen zur Mineralogie der Aris-Steinbrüche liefern die Arbeiten von Günter Blaß und Kollegen.